# Kapfenberger Sportvereinigung
Die Kapfenberger Sportvereinigung (KSV) ist eine Sportvereinigung aus Kapfenberg (Steiermark). Sie wurde 1947 gegründet, um nach dem Zweiten Weltkrieg wieder Strukturen im Kapfenberger Sport zu schaffen. Mit circa 5200 Mitgliedern und 43 Vereinen ist sie die größte Amateursportvereinigung Österreichs. Mit den Kapfenberg Bulls (Basketball) ist ein Zweigverein der KSV in einer höchsten österreichischen Spielklasse vertreten, der Kapfenberger SV (Fußball) spielt in der zweithöchsten Spielklasse.

## Geschichte

### Vereinsgründung und -entwicklung
Nachdem die meisten Sportvereine in der Zeit des Zweiten Weltkriegs verboten wurden, gab es ab 1945 seitens der Stadtgemeinde Kapfenberg und der Firma Böhler Bestrebungen, wieder Strukturen für den Sport in Kapfenberg zu schaffen. Dazu fand am 19. August 1945 eine erste Jahreshauptversammlung statt, der Verein nannte sich zu diesem Zeitpunkt Amateur-Sportclub Kapfenberg. Zuerst wurden Sektionen für Fußball, Tischtennis, Handball und Wintersport gebildet, 1947 auch für Fechten und Schach. Zu diesem Zeitpunkt hatte die Kapfenberger Sportvereinigung über 400 Mitglieder.
Als offizielles Gründungsdatum wird der 21. März 1947 angegeben, als sich der Verein auch offiziell in Kapfenberger Sportvereinigung umbenannte. Das vereinsrechtlich gültige Gründungsdatum ist der 29. Juni 1948.
In den folgenden Jahren wurden immer mehr Sektionen Teil der KSV. So hatte die KSV 1975 bereits 19 Sektionen und sieben angeschlossene Vereine mit einer Gesamtmitgliederanzahl von etwa 3350. 2008 bestand die KSV aus 24 Zweigvereinen und 14 angeschlossenen Vereinen mit rund 5500 Mitgliedern. Im Jahr 2023 zählte die KSV insgesamt 43 Vereine mit 5200 Mitgliedern.

### Umwandlung der Sektionen in eigene Zweigvereine
1996 wurden die Sektionen zu rechtlich eigenständigen Zweigvereinen, da bis zu diesem Zeitpunkt das gesamte finanzielle Risiko aller Sektionen beim Vorstand der Kapfenberger Sportvereinigung lag. Seit Oktober 1996 fungiert die KSV als Hauptverein für die selbständigen Zweigvereine. 27 Jahre später, im November 2023, übergab Peter Putzgruber das Amt des Obmanns an Franz Trieb.

## Sportarten

### Fußball
Fußball ist seit der Gründung der Kapfenberger Sportvereinigung ein Teil des Vereins. Die größten Erfolge erreichte die Kapfenberger SV in den 1950er und 1960er Jahren mit der Zugehörigkeit zur A-Liga. Von 2008 bis 2012 war der Verein erneut in der höchsten österreichischen Spielklasse vertreten. Seither spielt die KSV in der 2. Liga.
1997 wurde aus der vormaligen Sektion Fußball ein eigenständiger Zweigverein.

### Basketball
Die Kapfenberg Bulls spielen seit 1991 ununterbrochen in der österreichischen Basketball-Bundesliga. Von 2001 bis 2004 konnte der Verein vier Meistertitel in Folge in der höchsten österreichischen Spielklasse, der damaligen A-Liga, erzielen. Zudem gewann die Mannschaft drei Mal den Cup. 2017 gelang den Bulls der fünfte Titelgewinn.
Seit 1996 ist der ursprünglich aus Aflenz Kurort stammende Verein ein Zweigverein der Kapfenberger Sportvereinigung. In diesem Jahr erfolgte eine Fusion mit der 1965 gegründeten KSV Sektion Basketball, die als höchste Spielklasse die steirische Landesliga erreichte.
Im Sommer 2009 wurden die zuvor in Insolvenz gegangenen Icetigers eine Sparte des Vereins.

### Sonstige Sportarten
In alphabetischer Reihenfolge:
- Aerobic
- Badminton
- Behindertensport
- Billard
- Eis- und Stockschießen
- Eishockey (siehe auch Eishockey in Kapfenberg)
- Fechten
- Gymnastik
- Hängegleiten
- Inlinehockey
- Jiu Jitsu
- Judo
- Karate
- Leichtathletik
- Modellflug
- Motorflug
- Nordic Walking
- Rodeln
- Schach
- Ski (alpin und nordisch)
- Sportschießen
- Schwimmen
- Segelflug
- Tae Bo
- Tanzen
- Tennis
- Tischtennis
- Triathlon
- Turnen
- Volleyball

## Nachwuchsmodell
Im Jahr 1997 wurde das Nachwuchsmodell Kapfenberg gegründet, das sowohl sportliche als auch erzieherische Ziele hat. 1999 wurde im BG/BRG Kapfenberg eine Klasse mit sportlichem Schwerpunkt gebildet. 2001 wurde das Polysportive Projekt gestartet, bei dem der Turnunterricht der acht Volksschulen in Kapfenberg durch ausgebildete Trainer unterstützt wird mit dem Ziel, Volksschulkinder eine möglichst fundierte allgemeine sportliche Ausbildung zu bieten.
Im Sommer 2003 wurde die Teamsportakademie unter Schirmherrschaft der KSV in der Oberstufe des BRG Kapfenberg ins Leben gerufen. Dieses Projekt konzentriert sich hauptsächlich auf die Sportarten Fußball, Basketball und Eishockey, steht aber auch Individualsportlern offen. Die Teamsportakademie umfasst ein Internat sowie Trainingseinheiten am Vormittag und Vereinstraining am Nachmittag.
Mit der FH Joanneum existiert eine Kooperation unter dem Namen „Schule, Ausbildung und Sport an einem Ort“.

## (Ehemalige) Mitglieder der KSV bei Olympischen Spielen
| Name                       | Sportart       | Jahr | Ort            |
| -------------------------- | -------------- | ---- | -------------- |
| Stephan Görgl              | Ski alpin      | 2006 | Turin          |
| Elisabeth Görgl            | Ski alpin      | 2006 | Turin          |
| Christoph Brandner         | Eishockey      | 2002 | Salt Lake City |
| Michael Güntner            | Eishockey      | 1994 | Lillehammer    |
| Werner Kerth               | Eishockey      | 1994 | Lillehammer    |
| Werner Kerth               | Eishockey      | 1988 | Calgary        |
| Michael Güntner            | Eishockey      | 1988 | Lillehammer    |
| Albert Graf                | Rodeln         | 1980 | Lake Placid    |
| Helmut Podolan             | Schwimmen      | 1972 | München        |
| Gerhard Wieland            | Schwimmen      | 1964 | Tokyo          |
| Sigrid Müller-Rottleuthner | Schwimmen      | 1960 | Rom            |
| Grete Jenny-Bosnyak        | Leichtathletik | 1948 | London         |
| Josef Deutschmann          | Skilanglauf    | 1948 | St. Moritz     |
| Otto Gollnhuber            | Fußball        | 1952 | Helsinki       |
| Ernst Kolar                | Fußball        | 1952 | Helsinki       |
| Klement Steinmetz          | Fußball        | 1936 | Berlin         |